# Cerkno

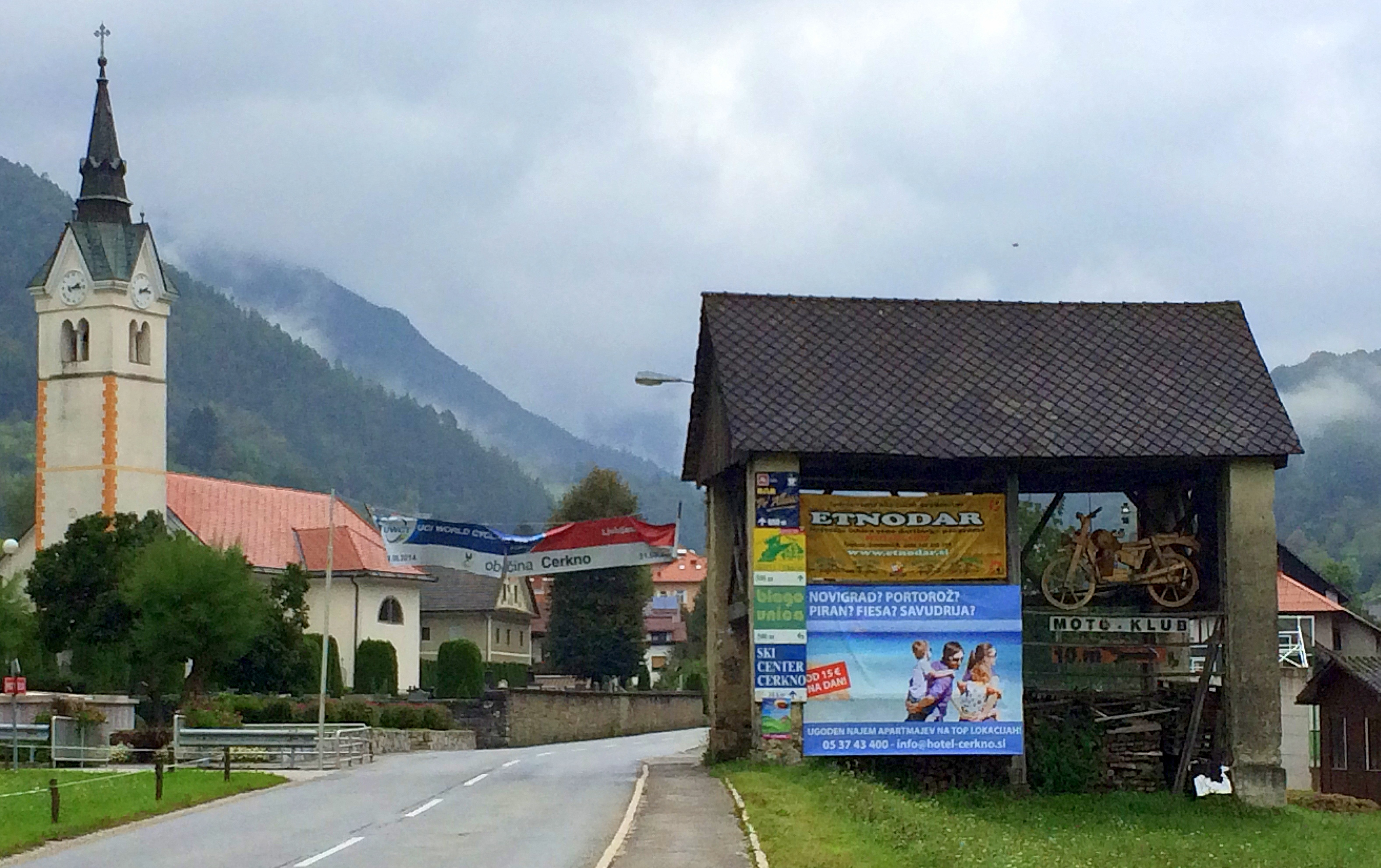
Cerkno, 2014

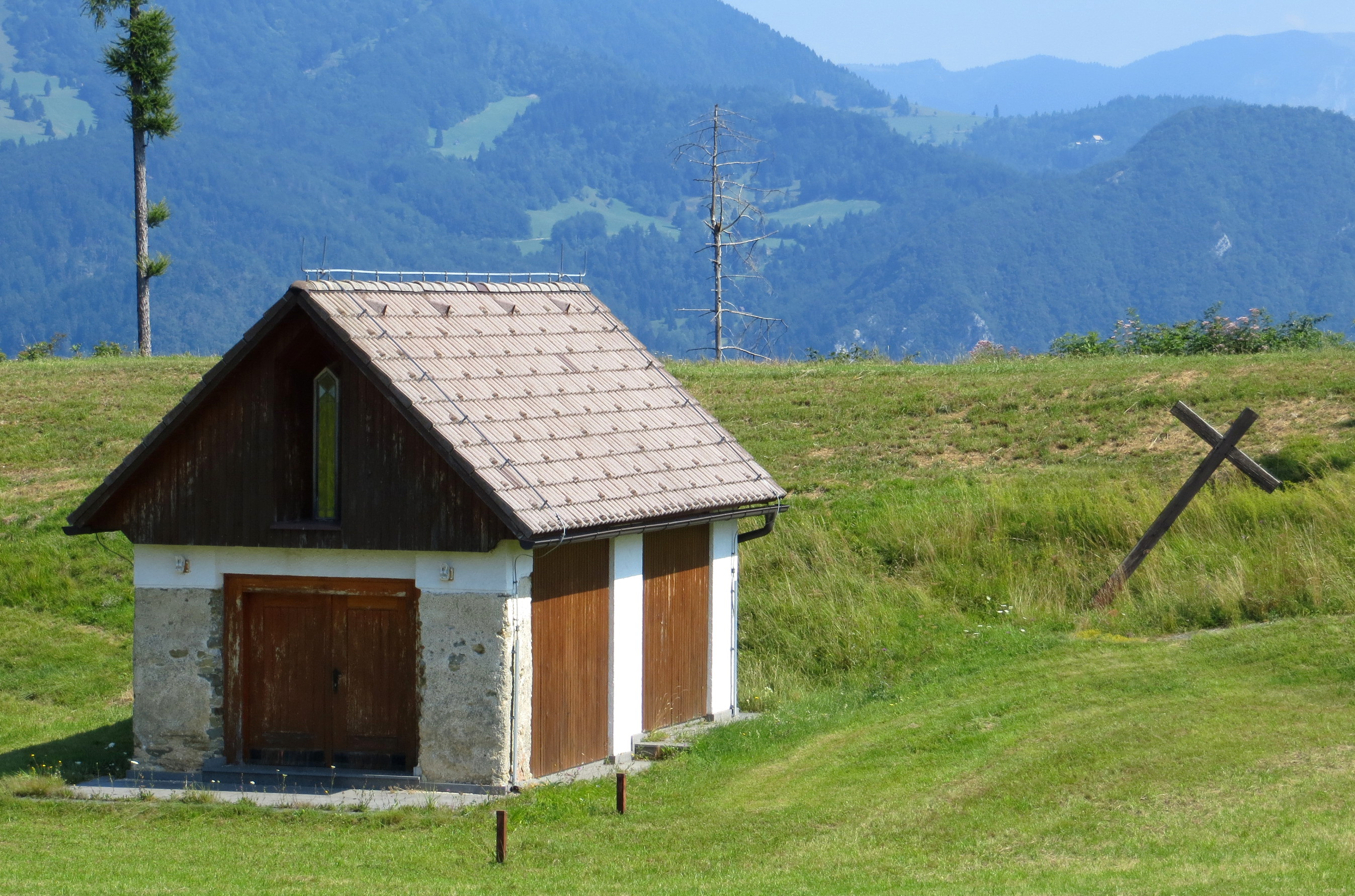
Gedenkkapelle am Massengrab von Lajše, Cerkno

Der Ort Cerkno  (ital.: Circhina; dt.: Kirchheim) ist der Verwaltungssitz der 30 Ortschaften umfassenden Gemeinde Cerkno in der historischen  Landschaft Primorska Goriška (heute Region Goriška) in Slowenien westlich der Hauptstadt Ljubljana.

## Geschichte
Cerkno wurde 1257 in schriftlichen Aufzeichnungen als Curchinitz (und 1299 als Chyrchayn, 1337 als Circhinç und 1486 als Circhiniz) erwähnt. Der moderne slowenische Name ist eine Ellipse von *Cerьkъvьno (selo/polje); wörtlich „Kirche (Dorf/Feld)“. Die mittelalterlichen Namensnachweise weisen darauf hin, dass die Siedlung einst auch Cerknica hieß.
Südlich des Ortes Cerkno befindet sich das Massengrab von Lajše, eines von zwei Massengräbern aus dem Zweiten Weltkrieg auf dem Gemeindegebiet. 